# 石川宣雄
石川 宣雄（いしかわ のぶお、1942年〈昭和17年〉1月3日 - ）は、日本の政治家、実業家。
第5代石川県穴水町長（4期）、のと鉄道取締役などを歴任。

## 来歴
石川県鳳珠郡穴水町出身。1960年（昭和35年）3月、石川県立輪島高等学校を卒業。1962年（昭和37年）8月、中央大学文学部を中退。
1996年（平成8年）4月、株式会社いろは代表取締役に就任。地元の食品スーパーの経営などを手掛け、2005年（平成17年）5月には穴水町商工会会長に就任。
2006年（平成18年）1月22日、穴水町長選挙に無所属で出馬し、同じく無所属で新人の布施豊樹を破り、初当選。
※当日有権者数：9,384人人 最終投票率：77.94%（前回比： 12.99pts）
| 候補者名 | 年齢 | 所属党派 | 新旧別 | 得票数  | 得票率 | 推薦・支持 |
| -------- | ---- | -------- | ------ | ------- | ------ | ---------- |
| 石川宣雄 | 64   | 無所属   | 新     | 5,013票 | 68.5%  |            |
| 布施豊樹 | 60   | 無所属   | 新     | 2,113票 | 28.9%  |            |

同年6月、のと鉄道取締役に就任。
2010年（平成22年）1月17日、任期満了に伴う穴水町長選挙に出馬し、無投票で再選。
2014年（平成26年）1月19日、任期満了に伴う穴水町長選挙に出馬し、無投票で再選。
2018年（平成30年）1月21日、任期満了に伴う穴水町長選挙に出馬し、無投票で再選。
2021年（令和3年）1月6日、新型コロナウイルスに感染していたことが判明。これを受けて、秘書課職員や運転手ら10人と同日に県庁で面会していた谷本正憲知事がPCR検査を受ける事態となった。感染判明後、石川は中等症の肺炎で県内の医療機関に入院し、7日夜に容態が急変。そこから2週間ほど意識混濁の状態が続いていたが、同年3月29日に公務に復帰。この間は山岸春雄副町長が職務代行者を務めていたものの、石川は「一月初めから職務に携われず、町民や職員、関係各位の皆さんに心よりおわびしたい」と謝罪し、早急にコロナ対策や経済対策に取り組む考えを示した。また、感染の影響で左ももに血の塊が出来て歩行機能に支障を来たしていることから、当面の間はリハビリのために公立穴水総合病院に入院したまま執務することとなった。同年11月30日、穴水町議会12月定例会本会議において、自身の年齢や新型コロナウイルス感染症の後遺症があることを理由に2022年1月23日投開票の穴水町長選挙に出馬せず、引退することを表明。
在任中は町の財政健全化や公立穴水総合病院の経営健全化、能登半島地震からの復興などに尽力し、能登半島地震の復興において、穴水町立穴水小学校の体育館、公民館や図書館の建て替え、穴水駅の物産館やトイレ等の駅周辺の整備、商店街の無電柱化などに取り組んだ他、移住者向け無償分譲住宅団地の整備、消防署の新築・移転や防災行政無線のデジタル化、あすなろ広場の整備、火葬場や集会所の建設、能登大仏の周辺整備、穴水町役場庁舎の耐震強化、市街地から越の原インターチェンジへの道路整備、企業誘致、健康長寿のまちづくり推進事業、子育て支援などに取り組んだ。
2022年（令和4年）2月1日、任期満了に伴い、退任。
2024年（令和6年）春の叙勲で旭日双光章受章。

## 政策

### 健康長寿のまちづくり推進事業
日本一の長寿県である長野県を見習い、穴水町も健康長寿のまち日本一を目指す取り組み。健康診断受診の向上、生活習慣病予防のためのウォーキングの推奨、「あなみず健康マイレージ」制度の創設などに取り組んでいる。